# Brett Anderson (album)
Brett Anderson è il primo album in studio da solista del musicista britannico Brett Anderson (Suede, The Tears), pubblicato nel 2007.

## Tracce
1. Love Is Dead – 3:31
2. One Lazy Morning – 3:20
3. Dust and Rain – 3:01
4. Intimacy – 2:48
5. To the Winter – 3:57
6. Scorpio Rising – 4:01
7. The Infinite Kiss – 4:08
8. Colour of the Night – 2:18
9. The More We Possess the Less We Own of Ourselves – 3:33
10. Ebony – 2:32
11. Song for My Father – 5:17